# Ján Mucha
Ján Mucha (Belá nad Cirochou, Checoslovaquia, 5 de diciembre de 1982) es un exfutbolista internacional eslovaco que jugaba en la demarcación de portero. Su último equipo fue el Hamilton Academical F. C. de la Scottish Premiership de Escocia.
Fue internacional con la selección de fútbol de Eslovaquia, habiendo sido el arquero titular de la misma durante la Copa Mundial de Fútbol de 2010, jugando los cuatro partidos que disputaron en dicho torneo.

## Trayectoria

### Inicios

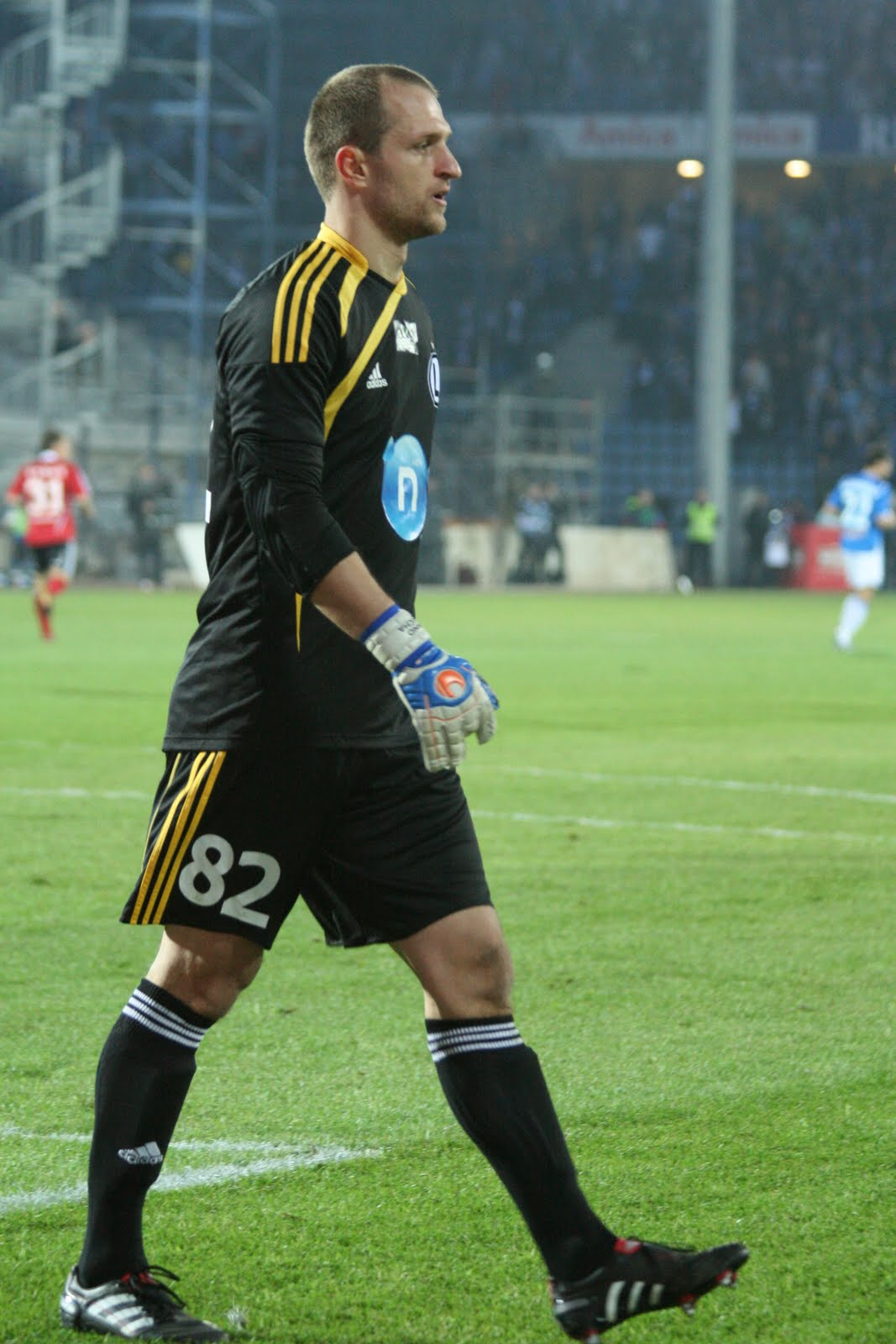
Mucha en el Legia de Varsovia.

Ján Mucha inició su carrera en el equipo local Slovan Belá nad Cirochou. Luego pasó al MŠK Snina, y más adelante al Inter Bratislava de la Primera Liga de Eslovaquia (Segunda División). Pasó dos temporadas en el primer equipo, pero no jugó ningún partido. Más adelante, en el verano del año 2002, pasó al MŠK Žilina de la Superliga de Eslovaquia ganando el campeonato eslovaco en dos oportunidades. En el 2005 fue enviado en un préstamo de dos años al 1. HFC Humenné. 
Para el verano de 2006 firmó con el Legia de Varsovia de Polonia. En la temporada 2005-06 de la Ekstraklasa fue el arquero suplente del equipo tras Łukasz Fabiański. Cuando Fabiański se fue al Arsenal en el 2007, Mucha se convirtió en el arquero titular. Con el Legia ganó la Copa de Polonia de la temporada 2007-08 y la Supercopa polaca de fútbol en el 2008.

### Everton
En enero de 2010 Mucha firmó un precontrato con el club Inglés de la Premier League Everton para unirse al mismo el 1 de julio de dicho año.
Mucha hizo su debut con el Everton el 4 de agosto de 2010 jugando los primeros 45 minutos del partido amistoso de pretemporada ante el club chileno Everton de Viña del Mar en el estadio Goodison Park, para luego ser reemplazado en el arco por Iain Turner en el medio tiempo. Su competitivo debut hizo que jugara en el primer partido de la campaña de la Copa de la Liga de Inglaterra, partido en que vencieron por 5 a 1 sobre el Huddersfield Town. Siguió jugando en los siguientes partidos de la Copa de la Liga contra el Brentford, en el cual salvó un tiro penal en el segundo tiempo, pero no pudo mantener al equipo en la competencia, debido a que perdieron 4-3 luego de la tanda de penales.

### Retiro
Concluida su etapa como futbolista profesional, Mucha ejerció como entrenador de porteros en el Legia de Varsovia hasta 2022.

## Selección nacional
Mucha debutó con la selección eslovaca en febrero de 2008, en un partido amistoso contra Hungría, convirtiéndose en titular. Cuando Eslovaquia se clasificó para la Copa Mundial de Fútbol por primera vez, en el 2010, Mucha jugó todos los partidos de su selección como titular. Hasta el 27 de mayo de 2016, lleva disputados 46 partidos con la selección.

### Participaciones en Copas del Mundo
| Mundial                        | Sede      | Resultado        | Partidos | Goles |
| ------------------------------ | --------- | ---------------- | -------- | ----- |
| Copa Mundial de Fútbol de 2010 | Sudáfrica | Octavos de final | 4        | -7    |

## Palmarés

### Campeonatos nacionales
| Título                     | Club              | País       | Año  |
| -------------------------- | ----------------- | ---------- | ---- |
| Superliga de Eslovaquia    | MŠK Žilina        | Eslovaquia | 2003 |
| Superliga de Eslovaquia    | MŠK Žilina        | Eslovaquia | 2004 |
| Supercopa de Eslovaquia    | MŠK Žilina        | Eslovaquia | 2003 |
| Supercopa de Eslovaquia    | MŠK Žilina        | Eslovaquia | 2004 |
| Ekstraklasa                | Legia de Varsovia | Polonia    | 2006 |
| Copa de Polonia            | Legia de Varsovia | Polonia    | 2008 |
| Supercopa polaca de fútbol | Legia de Varsovia | Polonia    | 2008 |